# Cédric Gohy
Cédric Gohy (Verviers, 16 de febrero de 1975) es un deportista belga que compitió en esgrima, especialista en la modalidad de espada. Ganó una medalla de plata en el Campeonato Europeo de Esgrima de 2001, en la prueba por equipos.

## Palmarés internacional
| Campeonato Europeo | Campeonato Europeo  | Campeonato Europeo | Campeonato Europeo  |
| Año                | Lugar               | Medalla            | Prueba              |
| ------------------ | ------------------- | ------------------ | ------------------- |
| 2001               | Coblenza (Alemania) | Medalla de plata   | Florete por equipos |